# Aeroporto Internazionale di Bozeman Yellowstone

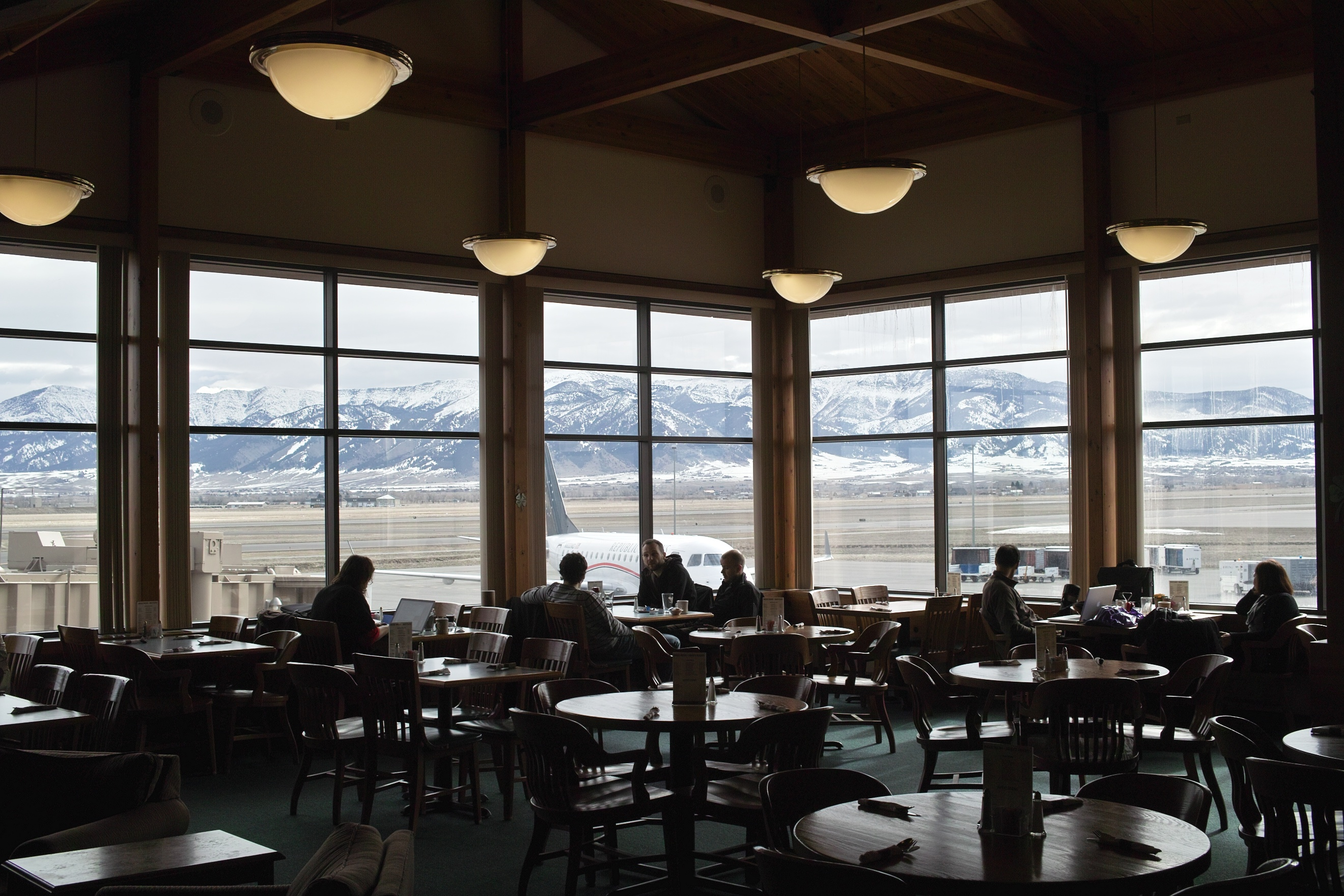
Ristorante dell'aeroporto

L'Aeroporto Internazionale di Bozeman-Yellowstone è un aeroporto situato a Belgrade, nello stato americano del Montana; è l'aeroporto più trafficato dello stato, avendo superato l'Aeroporto Internazionale di Billings-Logan nel 2013, e nel 2022 ha raggiunto i 2.464.325 di passeggeri.